# Wapen van Barendrecht

Wapen van Barendrecht

Het wapen van Barendrecht is op 24 juli 1817 bij Koninklijk Besluit aan de gemeente Barendrecht toegekend. Dit is merkwaardig, omdat de gemeenten Oost- en West Barendrecht weliswaar in de Franse tijd waren samengevoegd, maar inmiddels weer waren gesplitst. Pas in  1836 zijn de gemeenten opnieuw samengevoegd, ditmaal onder de naam Oost en West Barendrecht. Het wapen is slechts gevoerd door Oost Barendrecht en later door Oost en West Barendrecht; West Barendrecht voerde geen wapen.

## Oorsprong
Het wapen is ontleend aan het wapen van de familie Oem van Wijngaarden, ambachtsheren van Oost Barendrecht van 1321 tot 1361. De familie voerde het wapen echter met meer blokjes. Dit wapen is als heerlijkheidswapen gevoerd, tot lang nadat de familie de heerlijkheid bezat.

## Blazoenering
De beschrijving is als volgt: 
Van zilver beladen met eene fasce van keel, waarop een halve klimmende leeuw van goud, de fasce verzeld en chef van 7 zooden, staande 4 en 3 en en pointe van 3 zooden, staande 2 en 1, alles van sijnople.
N.B.
- In de heraldiek worden de kleuren anders benoemd dan in het dagelijkse leven. De kleuren in het schild zijn: zilver (wit), keel (rood), goud (geel), sinopel (groen).
- De graszoden worden op de tekening rechthoekig afgebeeld, als turven. In het oorspronkelijke wapen zijn ze vierkant.

## Verwante wapens

Het wapen van Bleskensgraaf
Het wapen van Wijngaarden
Het wapen van Benthuizen